# Elachista brachypterella
Elachista brachypterella is een vlinder uit de familie grasmineermotten (Elachistidae). De wetenschappelijke naam is voor het eerst geldig gepubliceerd in 1990 door Klimesch.
De soort komt voor in Europa.